# Farida Benyahia
Farida Benyahia é uma magistrada argelina e presidente do Conselho de Estado da Argélia.
Ela foi nomeada em 2019 pelo presidente Abdelmadjid Tebboune. Benyahia é conhecida pela sua integridade e muito distanciada de figuras políticas influentes. Após a sua posse como presidente do Conselho de Estado, ela declarou que iria atrás de fundos roubados e os recuperaria.

## Carreira
A carreira de Benyahia começou em 1975, ocupando cargos que incluíram procuradora no tribunal de Constantino, conselheira do presidente da câmara no tribunal de Constantino e conselheira do presidente do Conselho de Estado antes de ser nomeada Presidente do Conselho em 2019.